# El Colomer (Taradell)
El Colomer és una masia de Taradell (Osona) inclosa a l'Inventari del Patrimoni Arquitectònic de Catalunya.

## Descripció

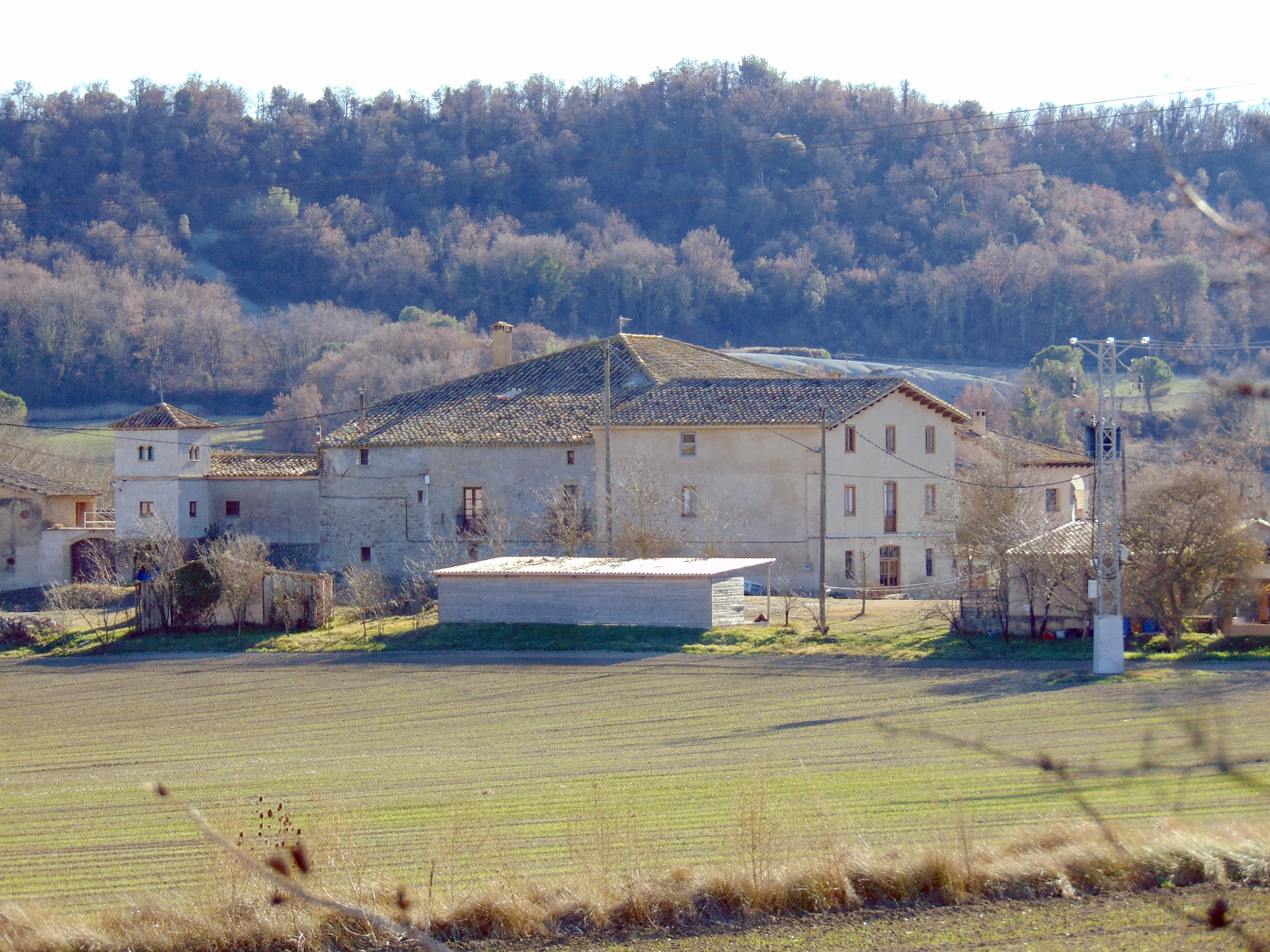
El Colomer des de prop la capella de Sant Joan del Prat

Masia de planta quadrada, coberta a quatre vessants. La façana és orientada a migdia i presenta un portal adovellat, al centre del qual hi ha l'escut de la casa amb el nom "Colomer Llopart". A la part dreta del portal s'hi conserven els típics graons per a pujar a les cavalleries. A la part esquerra de la façana hi ha unes galeries adossades, que foren construïdes a mitjans de la darrera centúria. La casa està envoltada per un mur que la tanca junt amb les dependències agrícoles i la lliça. A la part posterior hi ha una masoveria adossada al mas. Els materials constructius són bàsicament, la pedra, la qual es troba arrebossada, visible només als elements ornamentals.

## Història
L'any 1209, en Berenguer de Mayoles amb Ermessenda, la seva muller, i els seus fills, fan escriptura del seu domini sobre el mas Colomer. El cens a pagar són dos coloms blancs, d'aquí vindria el nom de la masia, segurament es dedicaren a la cria de coloms. Per aquest temps hi havia altres masies anomenades Colomer que segurament tenien la mateixa ocupació, però, avui han desaparegut. La família Colomer d'ençà del 1200 guardaren el nom fins que vers el 1700 el perderen per raons d'enllaços matrimonials. A uns 300 metres de la masia, vers a tramuntana, hi ha una capella dedicada a St. Joan del Prat, propietat del mas des del segle xiii. La capella fou bastida en època romànica i reformada al segle xviii.